# Clytocerus duckhousei
Clytocerus duckhousei är en tvåvingeart som beskrevs av Wagner och Andersen 2007. Clytocerus duckhousei ingår i släktet Clytocerus och familjen fjärilsmyggor.
Artens utbredningsområde är Tanzania. Inga underarter finns listade i Catalogue of Life.